# Kapitän eines Parish
Der Kapitän eines Parish (Englisch: Captain of the Parish) ist eine historische Position in der Politik und in der Verteidigung der Isle of Man, welche heute eine zeremonielle Rolle einnimmt.

## Geschichte
Die Position geht zurück auf die Zeit der Wikingerherschafft zwischen dem 11. und 13. Jahrhundert. Allerdings sind die ältesten Aufzeichnungen erst aus 1420. Ab den 1490ern hatte jedes Parish einen Kapitän, dessen Aufgabe es war, die Nachtwache zu organisieren und die lokale Miliz anzuführen. Die Aufgaben wurden in den 1720ern zur Prävention des Pestausbruches erweitert. Das letzte Mal wurde die Miliz 1798 aufgestellt. In einer Krisensituation konnte der Kapitän das Parish zusammenrufen. In zwei Fällen, in 1651 und in 1825, nutzten Kapitäne ihre Milizen zur Rebellion.
Ab 1777 wurde der analoge Posten Kapitän der Stadt abgeschafft, wodurch Castletown, Peel, Douglas und Ramsey keinen Kapitän mehr haben.
Die Ausgabe von Schanklizenzen und die Sicherung eines gesitteten Ablaufes von Festivitäten waren Teil der Aufgaben. Außerdem sollte er sicherstellen, dass kein Falschgeld im Umlauf ist. Im 19. Jahrhundert verloren sie ihre militärische Funktion. In 1886 und 1894 wurde die gewählte Funktion der Commissioners eingeführt und viele Aufgaben wurden auf diese übertragen.

## Heute
Die Ernennung wird durch den Vizegouverneur durchgeführt und der Titel wird bis zum Tod getragen. Es ist möglich, den Titel für mehrere Parishes zu tragen. Im Jahr 1990 wurde erstmals eine Frau ernannt. Die Einschwörung wird auf den Monarchen durchgeführt. Die heutige Aufgabe der Kapitäne ist hauptsächlich zeremoniell.
Eine verbleibende Aufgabe ist es, die Kandidaten für die House of Keys Wahlen zur Beantwortung von Fragen zu verpflichten und gewählte Vertreter nach der Wahl zur Anhörung der Bürger bei einer Veranstaltung zu verpflichten. Außerdem ist die Anwesenheit beim Tynwald Day vorgesehen.

## Liste der aktuellen Kapitäne
| Parish           | Kapitän                |
| ---------------- | ---------------------- |
| Andreas Parish   | David Martin           |
| Arbory Parish    | Raymond Gawne          |
| Ballaugh Parish  | Edgar Cowin            |
| Braddan Parish   | Philip Caley           |
| Bride Parish     | William Christian      |
| German Parish    | Allen Corlett          |
| Jurby Parish     | John Quayle            |
| Lezayre Parish   | Dennis Duggan          |
| Lonan Parish     | Stephen Carter         |
| Malew Parish     | Peter Quayle           |
| Marown Parish    | Charles Fargher MBE JP |
| Maughold Parish  | Clare Christian        |
| Michael District | John Cannell           |
| Onchan District  | Peter Kelly MBE        |
| Patrick Parish   | Patricia Costain JP    |
| Rushen Parish    | Paul Edward Costain    |
| Santon Parish    | Donald Gelling CBE     |

Obwohl Onchan und Michael heute Bezirke für die Zwecke der lokalen Behörden sind, sind die Bezirke auch alte Parishes und haben daher immer noch einen Kapitän.